# Oscar Thomaes
Oscar Thomaes est un industriel et un homme politique catholique renaisien, né à Gand le 27 février 1867, et mort à Renaix le 20 juillet 1937. Il fut échevin de la ville de Renaix et bourgmestre durant la Grande Guerre. Patron imprégné de la doctrine sociale de l’Église catholique, il fut l’un des plus importants industriels du textile de la ville de Renaix. Il fut aussi le fondateur du Syndicat des Apprêteurs, l’une des premières organisations patronales du textile en Belgique.

## Biographie

### L'industriel
Oscar Charles Camille Thomaes est né à Gand le 27 février 1867, et est mort à Renaix le 20 juillet 1937. Ses parents, Camille Thomaes (Wannegem-Lede 1838 ; Renaix 1879) et Marie Thérèse Gevaert (Eine 1835 ; Renaix 1888) s’étaient d’abord établis à Gand où ils produisaient essentiellement des toiles de coton légères dénommées cotonettes, assez semblables aux siamoises. Ils se fixèrent ensuite à Renaix où ils achetèrent en 1873 l’ancien couvent des Sœurs noires dans lequel les frères Jean Gustave Magherman, médecin, et Yves Sabin Magherman (nl), avocat et membre de la Chambre des Représentants, avaient créé en 1856 un tissage et une retorderie. Camille Thomaes y installa une entreprise de foulage et d’apprêts. L’entreprise fut continuée par sa veuve Marie Gevaert qui y avait adjoint une teinturerie. 
Le décès prématuré du père d’Oscar en 1879 puis le décès de sa mère en 1888 l’obligèrent à interrompre très tôt ses études au collège de Renaix et à assumer la direction de l’entreprise Vve C. Thomaes, Apprêteur, Renaix, redénommée Veuve Thomaes-Gevaert Camille et Enfants. En 1911, Oscar Thomaes, l’ainé de sa fratrie, racheta toutes les parts de l’entreprise à ses frères et sœur et, après son mariage avec Euphrasie Wienar (Renaix 1871 ; Renaix 1966) le 2 mai 1893 à Renaix, il poursuivit l’entreprise sous la raison sociale Oscar Thomaes-Wienar qu’il agrandit considérablement, mais non sans mal, puisque ses installations industrielles furent la proie des flammes, ou endommagées par des événements météorologiques. Il dut aussi faire face aux mouvements sociaux et aux grèves mais Oscar Thomaes semblait cependant les gérer de la manière la plus efficace. 
Il participa dès lors au - ainsi dénommé - miracle de Renaix, une ville avec une situation géographique défavorable, dépourvue de voies de communications en suffisance, sans ressources naturelles à exploiter qui, à partir du dernier quart du XIXe siècle et par la seule volonté de ses habitants, devint l’un des centres textiles le plus importants du pays. Pour la firme Oscar Thomaes, l'exportation de ses produits finis, vers la France notamment, fut très rapidement un marché important.   
Il est vrai aussi que pour la réalisation de ce miracle, les entreprises renaisiennes, et particulièrement l'entreprise Thomaes, furent à la pointe du progrès technique. Ainsi par exemple, en 1889 dans le catalogue du constructeur-mécanicien parisien Fernand Dehaitre, parmi les très rares acquéreurs belges de la machine à apprêter les tissus, l'on trouve la Veuve Thomaes, à Renaix (Belgique), qui avait également acquis, parmi les tout premiers clients de cet hardi inventeur et constructeur français, une presse à chaud continue à pression hydraulique. Oscar Thomaes fut aussi très attentif à tout ce qui était progrès technique. Ainsi, en 1919, impressionné par les camions de la Liberté de l'armée américaine, ces camions produits par divers constructeurs américains mais dont la plupart des pièces avaient été standardisées pour l'armée américaine, il s'empressa d'écrire à la société Garford, de Lima, en Ohio, pour en connaître les conditions d'achat. Ces camions Garford étaient réputés pour être les plus économiques à l'emploi. C'est sur ce camion Garford marqué au nom de la firme Oscar Thomaes que son fils, Oscar le jeune posera fièrement pour une photo.          
Avant la Première Guerre mondiale, son entreprise de teinturerie et d’apprêts occupait déjà 141 hommes, une femme et dix enfants de 14 à 16 ans. Au sortir de la Grande Guerre, l’entreprise n’occupait plus que 15 hommes, avant de se redévelopper à nouveau . Il en présida le conseil d’administration jusqu’à sa mort en 1937.
En parallèle, en 1923, Oscar Thomaes fonde la SA Teintureries Belges. La particularité, à l'époque novatrice et visionnaire pour Renaix, de cette nouvelle société, est de faire, dès sa création, appel à des capitaux extérieurs et à des alliances capitalistiques avec des groupes industriels ayant des activités similaires, contrairement à l’immense majorité des entreprises textiles renaisiennes qui se développaient uniquement sur des capitaux familiaux et sur leurs propres moyens financiers. Ainsi Oscar Thomaes avait acheté en 1922 à la rue du Loup, le grand complexe industriel de Jacques Van Ex-Toelen. Ce dernier y était établi depuis 1911, mais seulement jusqu'aux premiers jours de l'occupation allemande à la fin de l'été 1914. En effet, durant toute la Grande Guerre, les Allemands avaient englobé Renaix dans la zone arrière du front – l’Ettapengebied - et à ce titre, Renaix avait été placée sous commandement militaire allemand : l’usine Van Ex-Toelen fut immédiatement réquisitionnée pour servir de caserne à l’armée allemande, caserne qui fut nommée la Herzog Albrecht Kazerne. Les Allemands y installèrent notamment un centre équestre doté d’écuries. L’outillage fut en grande partie détruit. Dès lors, Oscar Thomaes, après l'achat de ces bâtiments industriels quasi désertés à l'époque, et pour la création de l'entreprise nouvelle, s’allia aux
Anciens Etablissements Alsberge & Van Oost (AVO) (nl) gantois et à la Blanchisserie & Teinturerie de Thaon (BTT) des Vosges. L'entreprise fut l’un des plus gros employeurs renaisiens après la seconde guerre mondiale.
Oscar Thomaes fut également président de L’Audenardaise constituée à Bevere-lez-Audenarde en 1919, et de La Lainière de l’Escaut à Leupegem, constituée en 1923, qui sera l'une des plus grandes fabriques de la région. 
Il tenta également une expansion internationale lointaine : en 1927, avec un groupe d'investisseurs belges, il participa à la création d'une société en Colombie. D'autres entrepreneurs et investisseurs renaisiens faisaient de même.
Après le décès d'Oscar Thomaes, d'abord son épouse, puis ses enfants et petits-enfants poursuivirent les Établissements Oscar Thomaes jusqu’à la mise en liquidation de la société au début des années 1970, victime de la crise du textile européen, et sa dissolution définitive en 1992. Cette entreprise de teintures et apprêts travaillait en effet essentiellement à façon et, dans les années soixante – les Golden Sixties furent au contraire très difficiles pour l’industrie de Renaix - , les entreprises textiles renaisiennes majeures furent confrontées à la concurrence des produits textiles à bas-coût produits dans les pays émergents d’Asie et ne purent soutenir cette concurrence.
Par ailleurs, Oscar Thomaes fut le promoteur du Syndicat des Apprêteurs, fondé en 1910, l’une des toutes premières organisations patronales du textile belge. Il est vrai que les relations entre les apprêteurs de la ville furent longtemps exécrables et que la concurrence entre eux était très forte. Ainsi, une lettre de 1880 écrite par la mère d'Oscar Thomaes à Victor Hantson, un autre apprêteur de Renaix, en témoigne : 
Sur papier à en-tête Vve C. THOMAES, APPRETEUR, RENAIX, on lit d’une belle écriture ferme :
Renaix 17 août 80, Monsieur V. Hantson-Vandendoorne, Renaix. J’ai ouï dire ce matin que vous avez réduit vos prix de foulage à huit cent(imes). au mètre, moi Vve Thomaes, je vous dis, si vous ne venez pas me parler aujourd’hui, je réduis mon prix de foulage à six centimes au mètre ; Si un fabricant fait des bêtises Monsieur, ce n’est pas de ma faute Mes salutations sincères. Vve C. Thomaes-Gevaert
En 1921, il fut également l'initiateur de la société coopérative L'Union des Sinistrés de Renaix et Environs, Société coopérative pour Dommages de Guerre, à Renaix, société qui visait à faciliter à ses membres les formalités prévues par la législation sur les dommages de guerre, procéder à des achats et des ventes de machines industrielles, etc., de manière à permettre la reprise de l'essor industriel de la ville de Renaix. Se retrouvaient parmi les coopérateurs et les administrateurs de la coopérative, outre Oscar Thomaes lui-même, Michel Portois qui était président de la Chambre de commerce de Renaix, le chevalier Gaston Behagel sénateur et bourgmestre de Ruyen, l'industriel renaisien Charles Dupont, l'industriel renaisien Adolphe Delacroix, etc.      
En outre, Oscar Thomaes était fort préoccupé par la question des eaux, car Renaix disposait à l’origine de très peu d’eaux potable et industrielle. Cette question des eaux était très importante à Renaix et plusieurs solutions furent envisagées. La chambre de commerce de Renaix, dont Oscar Thomaes était membre, avait espéré tout d'abord, dès le début du XXe siècle, résoudre la question de l'approvisionnement de la ville en eaux industrielles par un canal d'une douzaine de kilomètres de Renaix à l'Escaut (avec jonction au fleuve à Escanaffles), canal qui présentait aussi l'immense avantage de relier la ville au réseau européen de voies navigables et permettant ainsi le transport à faible coût de marchandises pondéreuses, notamment le charbon devant servir à alimenter en énergie les nombreuses machines à vapeur des usines de tissage, de filature, etc. mais aussi pour l'approvisionnement de ces usines en balles de coton, en laine, en lin et bien sûr également pour l'exportation des produits finis. En 1905, une pétition fut déposée à la Chambre des représentants par la chambre de commerce de Renaix et signée aussi par le bourgmestre catholique de Renaix, Oswald Ponette, ainsi que par les bourgmestres des communes sur le tracé envisagé du futur canal . Le député catholique Louis Thienpont relança la demande à de multiples reprises. Mais ce projet ne vit jamais le jour pour des raisons budgétaires, alors que sa faisabilité avait été établie, et fut évoqué une dernière fois à la Chambre des Députés en 1920 .
Concurremment, puisque la disponibilité d'eaux industrielles est une question vitale pour une teinturerie, Oscar Thomaes avait particulièrement œuvré à l’approvisionnement de la ville de Renaix en eau grâce aux puits artésiens forés dans un village adjacent à Renaix. C'était la suite de longues, coûteuses et opiniâtres tentatives peu fructueuses de forages, déjà en 1882 - alors qu'il était encore adolescent ! - à l'usine de tissage mécanique Dupont frères, chez sa mère à l'usine de Mme Veuve Thomaes, dans ses propres installations industrielles, en 1901 et en 1902, ensuite en 1909 pour un puits d'une profondeur de 272 mètres, ou encore en 1910 notamment. Mais à la veille de la Grande Guerre, le constat dressé par les spécialistes restait particulièrement alarmiste sur l'approvisionnement en eaux de la ville pour son développement futur. Toutefois, grâce à des puits artésiens creusés dans le village voisin de Dergneau, il obtint un remarquable succès complet à partir de 1924. Ainsi que  le note le bourgmestre et historien de Renaix Oscar Delghust dans son ouvrage Renaix à travers les âges : « À vrai dire, ce n’est qu’à la suite du creusement des puits artésiens de Dergneau par le regretté Oscar Thomaes, que la ville de Renaix fut convenablement desservie en eau potable et industrielle. »

### Activité politique
Oscar Thomaes fut aussi homme politique catholique. Déjà membre du Bureau de bienfaisance de la ville de Renaix au tournant du XIXe siècle, il fut conseiller communal du 25 octobre 1907, en remplacement d'Aimé Delhaye, au 15 octobre 1911. Lors des élections d’octobre 1911, Oscar Thomaes obtint le second meilleur score en voix. Il fut alors échevin de Renaix à partir de cette dernière date jusqu’au 8 janvier 1927. Bien que membre éminent de l’influente bourgeoisie industrielle francophone de Renaix, il était très sensible à l’égalité linguistique à Renaix – une ville flamande de la frontière linguistique où le néerlandais était écarté par une administration communale quasi unilingue francophone. Ainsi, il prit part aux manifestations flamandes du 11 juillet 1910 à Renaix. Devenu échevin de la ville de Renaix quelques mois plus tard à la suite des élections communales du 15 octobre 1911, il défendit particulièrement les droits linguistiques des Renaisiens néerlandophones au Conseil communal et obtint notamment que tous les règlements communaux soient publiés dans les deux langues.
Durant la Grande Guerre, à la demande des autorités d’occupation allemande, Oscar Thomaes avait consenti en 1918, après plusieurs mois de refus, et alors que son fils Georges se battait dans les tranchées comme Volontaire de Guerre de la première heure, à remplacer le légitime bourgmestre de Renaix le Docteur Oscar Delghust, qui avait été démis de ses fonctions le 22 février de cette année et exercer la fonction de bourgmestre de Renaix. C’est ainsi que dans les jours précédant la libération de Renaix qui fut effectuée les 9 et 10 novembre 1918, juste avant l'Armistice de 1918, Oscar Thomaes fut notamment arrêté le 27 octobre 1918 et consigné à la Kommandantur parce que la population renaisienne faisait preuve de résistance passive en ne se rendant pas aux injonctions des autorités d’occupation allemandes.
Lors des élections de 1921, il remporta le plus grand nombre de voix nominatives de tous les candidats se présentant aux suffrages des électeurs renaisiens, alors qu'il figurait sur la liste catholique. Mais à cette époque, le Parti catholique renaisien fut traversé par de graves dissensions - linguistiques et sociales - entre les tenants de Leo Vindevogel  qui créa le Katholieke Vlaamse Volkspartij (Parti Populaire Catholique Flamand, défendant des thèses flamingantes au sens politique du terme, et s'appuyant sur la classe ouvrière flamande) et le Patria (Parti catholique traditionnel dans lequel se retrouvaient les industriels catholiques renaisiens). Lors des élections législatives de 1925, cette scission fut modérée par les instances nationales du Parti catholique qui trouvèrent un compromis après de nombreuses tractations. Cependant, aux élections communales de 1926, les divergences irréconciliables entre les deux tendances entraînèrent une rupture définitive et deux listes indépendantes divergentes furent soumises aux électeurs. Cette scission eut pour effet que le Parti ouvrier belge renaisien, et allié à la liste de Vindevogel, conquit la majorité. L'avocat et homme politique socialiste Eugène Soudan devient bourgmestre et le resta jusqu’en 1958 (sauf durant la guerre pendant laquelle Leo Vindevogel fut nommé bourgmestre à partir du 1er janvier 1941 jusqu’à la libération de Renaix le 3 septembre 1944). Oscar Thomaes était resté au Patria, qu’il avait contribué à fonder. Il se retira alors de la vie politique active à la fin de son mandat d’échevin le 8 janvier 1927 et ne fut ainsi plus conseiller communal.

### Activités sociales et d'enseignement
Oscar Thomaes fut un patron imprégné par la doctrine sociale catholique. Ainsi, déjà président en 1903 d'une société mutualiste renaisienne il promut avec l’industriel renaisien Victor Lagache (Renaix 1875 ; Renaix 1928), entre autres initiatives et à la suite des recommandations du Congrès catholique de Malines de septembre 1909, la création d’une caisse de pension pour les travailleurs. Alors que cette caisse était alimentée depuis 1909 par une prime de 10 % sur les sommes versées par les travailleurs, Oscar Thomaes porta sa contribution à 20 % dès 1911.
L’esprit profondément généreux d’Oscar Thomaes fit qu’il consacra une part importante de sa fortune personnelle à des buts sociaux lorsqu’il estimait que l’honneur l’imposait. Ainsi, une Société coopérative Caisse d'épargne et de prêts St-Ambroise avait été créée par les milieux catholiques de Renaix, ayant son siège social au n° 10 de la rue du Poivre. Le président d'honneur en était, jusqu'à son décès en 1928, Victor Lagache. Cette société coopérative était une caisse d’épargne à laquelle la classe laborieuse renaisienne confiait ses modestes économies et qui effectuait, avec les fonds ainsi collectés, essentiellement des prêts immobiliers sociaux aux familles renaisiennes modestes. Mais avec la Grande Dépression, la crise économique des années 1930, la Caisse Saint-Ambroise se trouva en grandes difficultés financières et fut mise en liquidation. L’annonce de ce désastre créa un grand traumatisme dans l’opinion publique ouvrière renaisienne : des ménages modestes auraient perdu les économies d’une vie. Cependant, Oscar Thomaes, avec Paul Cambier, Adrien Bruggeman, Henri Lagache et Omer Delhaye, tous notables renaisiens, et sans chercher les véritables responsables de cette débâcle financière, se portèrent garant de la Caisse alors même qu’ils savaient que le déficit de la société coopérative s’élevait à huit millions de francs belges. Ils mirent un point d’honneur à rembourser intégralement la dette de la société et ainsi apurèrent volontairement le passif avec, il est vrai, l’aide contrainte de quelques autres industriels renaisiens qui essayèrent de s’opposer en justice en 1933 aux prélèvements sur leur fortune personnelle. 
Soucieux de l’élévation morale de la classe ouvrière renaisienne, Oscar Thomaes participa en 1911 à la création de la section renaisienne de l’association culturelle flamande Davidsfonds dont il fut nommé président d’honneur. Une des premières décisions prise par les administrateurs fut la création d’une bibliothèque de livres néerlandophones accessibles aux ouvriers renaisiens.
Il fut l'un des fondateurs les plus actifs de l’École Professionnelle Saint-Ambroise, de Renaix, et il n'eut de cesse de l'encourager. Cette École professionnelle avait pour particularité, très novatrice puisque l'enseignement à horaire décalé n'existait pas réellement à l'époque, que les jeunes apprentis pouvaient, en dehors de leurs heures d’activité, se familiariser avec les toutes connaissances techniques nécessaires à la compréhension de leur métier ou de leur art, et où les enfants du patronat textile pouvaient aussi - et dans un esprit de mixité sociale - se former, comme leurs condisciples déjà impliqués dans la vie active, à la technicité des métiers du textile de manière à comprendre intimement la rudesse, les contraintes mais aussi toutes les potentialités des usines de l'industrie du textile renaisien.

### Activités aviaires et horticoles
D’un pragmatisme absolu et conformément au catholicisme social, déterminé à utiliser tous les moyens pour favoriser l’élévation morale et spirituelle de la classe ouvrière, Oscar Thomaes pensait que cette œuvre ne pouvait être entreprise avec succès que si les besoins primaires, la nourriture essentiellement, étaient en même temps satisfaits. C’est ainsi que, songeant à la tradition de la mythique poule au pot d’Henri IV, il voulut développer l’élevage aviaire dont la promotion - pensait-il - pourrait améliorer le sort des classes les plus défavorisées par un petit élevage. Or, une race de poulets était particulièrement prometteuse à Renaix. Il s’agit de la Braekel, race de poulets présente à Nederbrackel et Opbrakel, deux villages voisins de Renaix, et cela depuis des siècles. Cette race de poulets était non seulement très esthétique (surtout par sa variété moins imposante dite Campine), mais croissait rapidement, donnait de gros œufs en quantité et avait une chair renommée. C’est ainsi, alors même que ses activités d'industriel et d'homme politique l'absorbaient, qu’il créa sa Villa des Poulets, un élevage à quelques kilomètres du centre de la ville. Il fit la promotion de la Braekel à Renaix bien sûr - et il était le président du Braekel Club de Renaix - et dans tout le pays mais aussi Outre-Manche. Il avait participé à des concours aviaires et organisé avec succès des expositions aviaires à Renaix.
Il fut également membre de la Société centrale forestière de Belgique. 
Lorsqu’il estima avoir atteint son but, même s’il ne se désintéressa jamais totalement de ces questions d'élevage aviaire, il voulut apporter de la beauté au monde par la création, à Renaix, d’une roseraie de plusieurs milliers de rosiers et par la culture d’orchidées pour lesquelles il se passionna jusqu’à la fin de ses jours.

### Engagement en faveur de la culture
C’est aussi dans le but d’apporter une culture musicale à la masse populeuse renaisienne que furent fondées au XIXe siècle des sociétés musicales. Chacune de celles-ci avait son obédience propre, socialiste, libérale ou catholique, dans le système de pilarisation de l'époque. C'était ainsi un moyen pour rassembler les ouvriers des nombreuses usines renaisiennes dans une association ayant des affinités avec un parti politique. La plus importante de ces associations fut la Royale Fanfare de Renaix, émanant des milieux catholiques de la ville. Oscar Thomaes en fut le président à partir de 1919 jusqu’à son décès. 
En 1892 déjà, il était également membre de la patricienne Gilde Saint-Hermès renaisienne, dont il fut le chef-homme (Hooftman) de 1920 à 1937. La Gilde Saint-Hermès existe sans discontinuité depuis plusieurs siècles et conserve une partie de la tradition historique renaisienne notamment lors du Grand Tour  de Saint Hermès.
Outre son intérêt pour le patrimoine culturel immatériel, Oscar Thomaes se fit aussi le défenseur du patrimoine bâti. Il s’intéressa ainsi particulièrement à la superbe et rare tour octogonale  de l’ancienne église désaffectée Saint-Martin de Renaix, qui fut sauvegardée par la ville de Renaix alors que la nef de l’église était transformée en cinéma, menuiserie ou garage avant d’être restaurée en 2015 pour servir de galerie culinaire et commerciale. C’est aussi dans le but de sauvegarder l’ancienne ferme-château ter Donckt, siège de l'ancienne seigneurie ter Donckt, à Berchem, qu’il en fit l’acquisition en 1927. Les plus anciennes parties de la bâtisse dateraient du XIIIe siècle. Cet immeuble échut par héritage à sa fille Marita, puis à l’un de ses petits-fils qui le vendit en 2017, et qui bénéficie aujourd'hui d'une restauration importante.

### Fin de vie
Oscar Thomaes est mort en 1937 d’une longue maladie. Son décès émut fort l’opinion publique régionale locale et des articles parurent dans plusieurs journaux, notamment dans Le Ralliement , ou dans le journal hebdomadaire De Scheldeklokke , ou encore dans La Tribune Horticole .
Il habitait le petit château sis à côté de son entreprise, à l'actuelle place Aimée Delhaye (ainsi dénommée depuis 1912, et anciennement le Steenbrugge ou parfois en français, le Pont-de-Pierre, ensuite la place des Martyrs jusqu'à son appellation actuelle) à Renaix, que les Renaisiens nommaient le Thoumasieskastuuwke aan de Steenbrugge, c'est-à-dire le château Thomaes au Steenbrugge. Ce petit château fut ensuite habité par son fils Oscar et ses petits-enfants et il passa ses toutes dernières années dans une belle demeure de la rue au Vin.

## Honneurs
Il fut chevalier de l’Ordre de Léopold et chevalier de l’Ordre de la Couronne. Son épouse Euphrasie Thomaes-Wienar qui s'était fortement impliquée dans l'entreprise Oscar Thomaes fut, elle, officier de l'Ordre de Léopold II. 
Une rue de la ville de Renaix, la rue Oscar Thomaes, a été dénommée en son honneur.
Cependant, le plus bel honneur qui lui fut rendu réside peut-être en une phrase prononcée lors de la cérémonie de funérailles, mentionnée dans les comptes-rendus des journaux et qui ne peut pas être considérée comme simplement hagiographique : C’est un éloge à lui adresser et un hommage à rendre à sa mémoire, que de proclamer à son honneur qu’il n’a jamais eu en vue que l’intérêt du peuple, sans aucune considération d’ambition ou d’intérêt personnel.

## Famille
Le premier ancêtre connu de la famille Thomaes est Marcus Thomaes ou Thomas qui naquit alors que Charles Quint régnait sur les Dix-Sept Provinces. Son fils Paulus ou Pauwel Thomaes est né aux alentours de 1570, sous le règne de Philippe II, lorsque la Révolte des Gueux et les débuts de la Guerre de Quatre-Vingts Ans enflammaient les Pays-Bas espagnols. Il épousa Maria Ziels, originaire de Nokere, pour se fixer au lieu-dit la Keithulle (la Keitel, dont il reste le souvenir dans le nom de la Keitelstraat), à Huysse. Il eut en ce lieu, en 1594, son premier enfant dont les registres paroissiaux attestent du baptême. De là, sa descendance se répandit dans les villages environnants de la châtellenie d'Audenarde, et particulièrement à Lede-Saint-Denis où était né en 1838 Camille Thomaes, le père d'Oscar.      
Oscar Thomaes et son épouse Euphrasie Wienar eurent quatre enfants, nés à Renaix.
- Une fille née en 1894 nommée Éva Thomaes, morte à l’âge de trois mois.

- Georges Thomaes (1896 – 1940), qui fut l'un des 107 volontaires de guerre renaisiens de la première heure le 4 août 1914 [70]. Il n'avait qu'à peine dix-huit ans, et il vécut alors quatre ans d'enfer dans les tranchées. Il fut titulaire de huit chevrons de front, et fut très grièvement blessé à la tête durant l'assaut[71] du premier jour de l’Offensive de la Libération le 28 septembre 1918, lors de cette journée qui fut l'une des plus glorieuses de l'histoire de l'armée belge[72]. Il mourut, célibataire, à Renaix, à la suite d’une altercation avec des officiers allemands le 21 mai 1940 qui réquisitionnèrent une voiture de l'usine familiale.

- Marita Thomaes (1898 – 1968), épouse en premières noces de Joseph De Buysscher et en secondes noces d’Edmond Ronse avocat, sénateur et ancien ministre catholique[73]. La fille aînée issue du premier mariage de Marita Thomaes épousa le chevalier (1993) André Schlim (1926 - 1999), vice-amiral aviateur des Forces armées belges[74]. Ce dernier était lié par des liens d'amitié et d'estime réciproque avec Xavier Thomaes (ci-après) qui avait également eu un parcours déterminé et hardi lors de l'occupation nazie.

- Oscar Thomaes le jeune (1902 – 1974), continuateur de l’entreprise familiale, qui épousa Elisabeth Cambier, fille de l'industriel renaisien Léon-Florent Cambier. Il dut faire face aux réquisitions nazies[75] en 1944. L'un de ses fils, Xavier Thomaes (Renaix 1926 ; Renaix 2013), fut Résistant[76]. Trois des fils de ce dernier, qui épousa une descendante des Lignages de Bruxelles , s'illustrèrent dans le domaine de la gastronomie au Château du Mylord qui était distingué par deux étoiles au Guide Michelin. En 2018, Jean-Baptiste et Christophe Thomaes furent honorés du rang d'officier du Mérite wallon.